# Нуньо Гонсалес де Лара
Нуньо Гонсалес III де Лара (исп. Nuño González de Lara; ? — 1296) — кастильский дворянин, сеньор-консорт де Алегрети, Види и Синтра, альферес (знаменосец) короля Фердинанда IV Кастильского (1295—1296).

## Происхождение семьи
Младший сын Хуана Нуньеса де Лары (? — 1294), главы дома Лара, и его второй жены Терезы Диас де Аро. Его дедом и бабкой по отцовской линии были Нуньо Гонсалес де Лара эль Буэно, глава дома Лара, и его жена Тереза Альфонсо де Леон. Его бабкой и дедом по материнской линии были Диего Лопес III де Аро, сеньор Бискайи (? — 1254), и его жена, Констанция Беарнская. Он был праправнуком короля Леона Альфонсо IX по отцовской и материнской сторонам.
Нуньо был младшим братом Хуана Нуньеса II де Лара, главы дома Лара, Терезы Нуньес де Лара и Хуаны Нуньес де Лара, которая вышла замуж за Фердинанда де ла Серда, сеньора де Лара (1275—1322), сына инфанта Фердинанда де ла Серда и внука короля Альфонсо X Кастильского.

## Биография
Точная дата его рождения неизвестна. 29 октября 1288 года он упоминается вместе со своим отцом и братом в привилегиях, дарованных королем Кастилии Санчо IV монастырю Сан-Сальвадор-де-Пинилья-де-Молина. В августе 1290 года он сопровождал своего отца в Валенсию там, где он служил. В этот период его отец подписал соглашение с королем Альфонсо III Арагонским, в котором оба соглашались вести войну против Кастильского королевства и оказывать помощь королю Арагона в войне против Кастилии. Тем не менее, позднее в том же 1290 году он вернулся со своим отцом в Кастилию, где король Санчо IV дал Нуньо Гонсалесу ряд владений по всему королевству в обмен на клятву верности вместе с молодым Нуньо.
Летом 1293 года, когда Нуньо Гонсалес и его брат Хуан Нуньес II де Лара сопровождали короля Санчо IV на встречу, состоявшуюся в городе Логроньо с королем Хайме II Арагонским, их отец был захвачен инфантом Хуаном Кастильским, братом и соперником короля Санчо IV, потерпев поражение от инфанта Хуана в бою, который произошел в районе Заморано-де-Пелеас. Получив уведомление, братья Хуан и Нуньо покинули короля и собрали военный отряд, чтобы попытаться освободить своего отца. Нуньо Гонсалес I был освобожден инфантом Хуаном Кастильским после обещания ему помощи в его борьбе против Диего Лопеса V де Аро. Инфант Хуан Кастильский стремился возвратить Бискайскую сеньорию для своей жены, Марии I Диас де Аро, которая ранее была законной владелицей титула. Далее, Нуньо Гонсалес I предложил, чтобы король Диниш Португальский должен присоединиться к ним в их борьбе.
В 1294 году король Кастилии Санчо IV послал Хуана Нуньеса I в Андалусию, чтобы защитить границы королевства от нападений врагов. В это время гранадский эмир Мухаммед II вступил в союз с марокканским султаном Юсуфом II. Нуньо Гонсалес сопровождал отца во время этой военной экспедиции. Его отец скончался в городе Кордова. После этого Нуньо Гонсалес вернулся в Кастилия вместе со свитой, которая сопровождала труп его отца и помогала в погребении его в храме Сан-Пабло-де-Бургос доминиканском ордена.
В апреле 1295 года король Санчо IV Кастильский скончался в Толедо. В это время его сопровождали различные кастильские приближенные и магнаты, включая его жену королеву, Марию де Молину, инфанта Энрике Кастильского и самого Нуньо Гонсалеса, который после смерти своего отца стал очень могущественным землевладельцем.
После смерти Санчо IV опекунство над его сыном Фердинандом IV Кастильским. который в то время был маленьким ребенком, перешло в руки инфанта Энрике, который был единственным оставшимся в живых сыновей короля Кастилии Фердинанда III. Тем не менее, опека и забота о ребенке были узурпированы его матерью, вдовствующей королевой Марией де Молина, которая искала поддержки у братьев Хуана Нуньеса II де Лары и Нуньо Гонсалеса против инфанта Хуана Кастильского, который выступал против влияния инфанта Энрике и продолжал борьбу за Бискайскую сеньорию против Диего Лопеса V де Аро. Последние двое заключили союз против семьи Лара, Хуана Кастильского, Марии де Молины, а позднее и самого Фердинанда IV.
В 1296 году брат Нуньо Гонсалеса, Хуан Нуньес II, инфант Хуан Кастильский, Альфонсо де ла Серда и короли Арагона и Португалии вместе напали на Кастильское королевство. Альфонсо де ла Серда, внук короля Альфонсо X Кастильского, был провозглашен королем Кастилии в районе города Саагун, а инфант Хуан был коронован королем Леона, Галисии и Севильи в окрестностях Леона. Тем не менее, Нуньо Гонсалес де Лара оставался верен королю Фердинанду на протяжении всей истории вместе с инфантом Энрике и Диего Лопесом V де Аро.

## Смерть
Нуньо Гонсалес II де Лара скончался в 1296 году в городе Вальядолид, когда он попытался вступить в бой, по приказу королевы Марии де Молины, против некоторых врагов короля Фердинанда IV.

## Брак
Нуньо Гонсалес де Лара женился примерно в 1295 году на Констанции де Португаль и Мануэль, дочери инфанта Афонсу Португальского, внучке короля Португалии Афонсу III, и Виоланты Мануэль, дочери инфанта Мануэля Кастильского, внучке короля Кастилии Фердинанда III. Его супруга Констанция была сеньорой де Алегрети, Види и Синтра. У супругов не было детей.